# Мовила Миресеј (Браила)
Мовила Миресеј (рум. Movila Miresei) насеље је у Румунији у округу Браила у општини Мовила Миресиј. Oпштина се налази на надморској висини од 14 m.

## Становништво
Према подацима из 2011. године у насељу је живело 4341 становника.